# Taekwondo-Weltmeisterschaften 2023

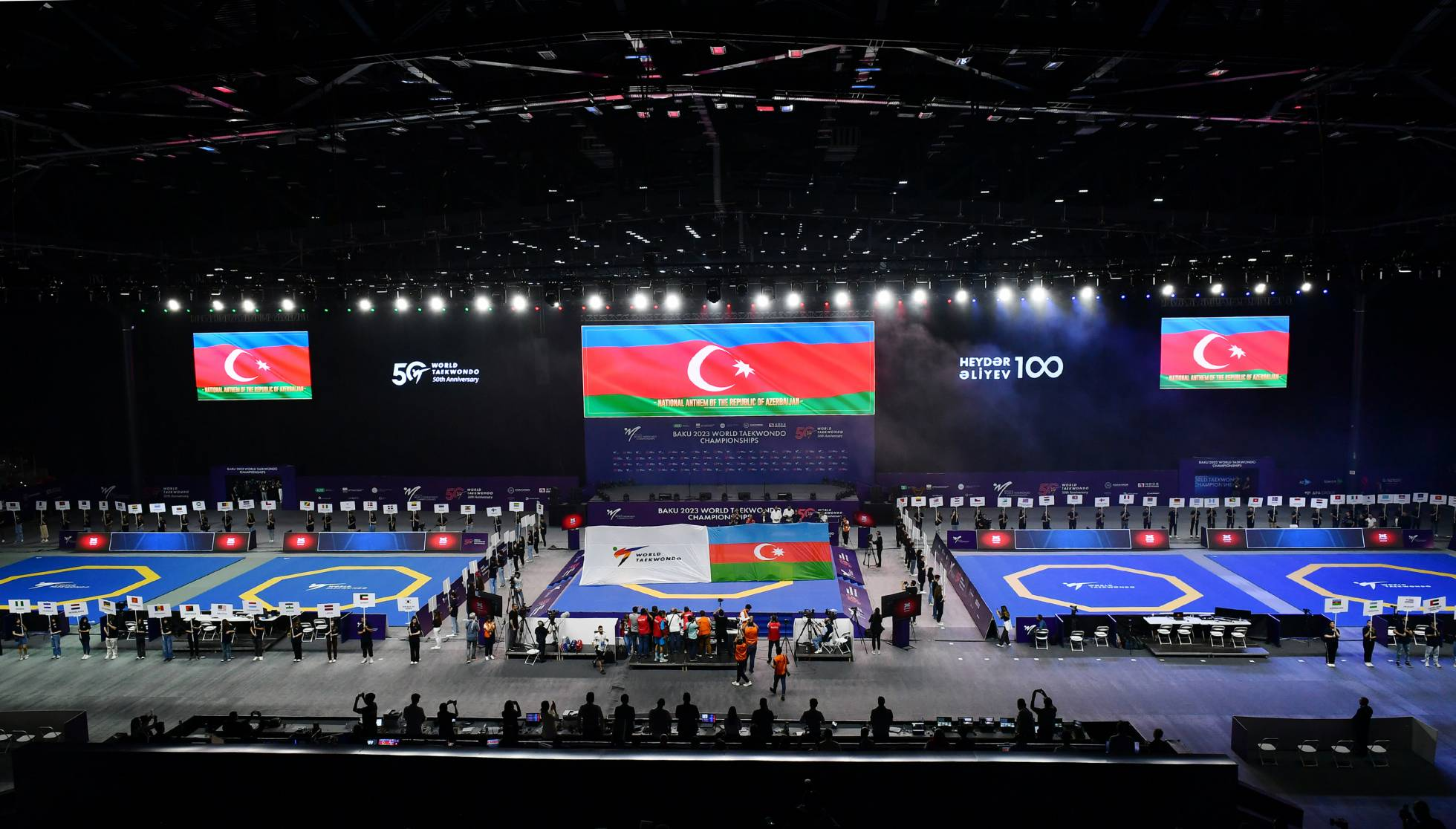
Eröffnungszeremonie der Weltmeisterschaften

Die 26. Taekwondo-Weltmeisterschaften von World Taekwondo fanden vom 29. Mai bis 4. Juni 2023 in der Bakı Kristal Zalı in Baku, Aserbaidschan, statt.
Am erfolgreichsten waren die Sportler Südkoreas: Sie gewannen drei Goldmedaillen sowie einmal Silber. Dahinter folgten die Mannschaften Chinas und Kroatiens.
Aufgrund des russischen Überfalls auf die Ukraine durften russische und belarussische Sportler nur ohne Verwendung der Flagge, der Hymne und des Namens ihrer Verbände teilnehmen. Sie starteten daraufhin als Individual Neutral Athletes, also neutrale Einzelsportler. Der ukrainische Verband zog seine Teilnahme aus Protest gegen die Teilnahmeerlaubnis für russische und belarussische Sportler zurück.

## Ergebnisse

### Männer
| Gewichtsklasse | Gold                | Silber             | Bronze               |
| -------------- | ------------------- | ------------------ | -------------------- |
| − 54 kg        | Park Tae-joon       | Hugo Arillo        | Omonjon Otajonov     |
| − 54 kg        | Park Tae-joon       | Hugo Arillo        | Görkem Polat         |
| − 58 kg        | Bae Jun-seo         | Georgi Gurzijew    | Mahmoud Al-Taryreh   |
| − 58 kg        | Bae Jun-seo         | Georgi Gurzijew    | Adrián Vicente       |
| − 63 kg        | Hakan Reçber        | Bahlung Tubtimdang | Carlos Navarro       |
| − 63 kg        | Hakan Reçber        | Bahlung Tubtimdang | Joan Jorquera        |
| − 68 kg        | Bradly Sinden       | Jin Ho-jun         | Matin Rezaei         |
| − 68 kg        | Bradly Sinden       | Jin Ho-jun         | Ulugʻbek Rashitov    |
| − 74 kg        | Marko Golubić       | Stefan Takov       | Leon Sejranovic      |
| − 74 kg        | Marko Golubić       | Stefan Takov       | Kadyrbetsch Daurow   |
| − 80 kg        | Simone Alessio      | Carl Nickolas      | Miguel Ángel Trejos  |
| − 80 kg        | Simone Alessio      | Carl Nickolas      | Seif Eissa           |
| − 87 kg        | Kang Sang-hyun      | Ivan Šapina        | Arian Salimi         |
| − 87 kg        | Kang Sang-hyun      | Ivan Šapina        | Arzjom Plonis        |
| + 87 kg        | Cheick Sallah Cissé | Carlos Sansores    | Emre Kutalmış Ateşli |
| + 87 kg        | Cheick Sallah Cissé | Carlos Sansores    | Paško Božić          |

### Frauen
| Gewichtsklasse | Gold             | Silber                 | Bronze              |
| -------------- | ---------------- | ---------------------- | ------------------- |
| − 46 kg        | Lena Stojković   | Kamonchanok Seeken     | Ruka Okamoto        |
| − 46 kg        | Lena Stojković   | Kamonchanok Seeken     | Wang Xiaolu         |
| − 49 kg        | Merve Dinçel     | Panipak Wongpattanakit | Adriana Cerezo      |
| − 49 kg        | Merve Dinçel     | Panipak Wongpattanakit | Bruna Duvančić      |
| − 53 kg        | Nahid Kiani      | Zuo Ju                 | Shahd El-Hosseiny   |
| − 53 kg        | Nahid Kiani      | Zuo Ju                 | Tatjana Minina      |
| − 57 kg        | Luana Márton     | Lo Chia-ling           | Maria Clara Pacheco |
| − 57 kg        | Luana Márton     | Lo Chia-ling           | Hatice Kübra İlgün  |
| − 62 kg        | Lilija Chusina   | Caroline Santos        | Aaliyah Powell      |
| − 62 kg        | Lilija Chusina   | Caroline Santos        | Feruza Sadikova     |
| − 67 kg        | Magda Wiet-Hénin | Julyana Al-Sadeq       | Mari Nilsen         |
| − 67 kg        | Magda Wiet-Hénin | Julyana Al-Sadeq       | Ruth Gbagbi         |
| − 73 kg        | Althéa Laurin    | Rebecca McGowan        | Matea Jelić         |
| − 73 kg        | Althéa Laurin    | Rebecca McGowan        | Polina Chan         |
| + 73 kg        | Nafia Kuş        | Svetlana Osipova       | Bianca Cook         |
| + 73 kg        | Nafia Kuş        | Svetlana Osipova       | Kristina Adebajo    |

## Medaillenspiegel
| Platz  | Land                        | Gold | Silber | Bronze | Gesamt |
| ------ | --------------------------- | ---- | ------ | ------ | ------ |
| 1      | Südkorea                    | 3    | 1      | –      | 4      |
| 2      | Türkei                      | 3    | –      | 3      | 6      |
| 3      | Kroatien                    | 2    | 1      | 3      | 6      |
| 4      | Frankreich                  | 2    | –      | –      | 2      |
| 5      | Individual Neutral Athletes | 1    | 1      | 5      | 7      |
| 6      | Großbritannien              | 1    | 1      | 2      | 4      |
| 7      | Iran                        | 1    | –      | 2      | 3      |
| 8      | Elfenbeinküste              | 1    | –      | 1      | 2      |
| 9      | Italien                     | 1    | –      | –      | 1      |
| 9      | Ungarn                      | 1    | –      | –      | 1      |
| 11     | Thailand                    | –    | 3      | –      | 3      |
| 12     | Spanien                     | –    | 1      | 3      | 4      |
| 12     | Usbekistan                  | –    | 1      | 3      | 4      |
| 14     | Brasilien                   | –    | 1      | 1      | 2      |
| 14     | China                       | –    | 1      | 1      | 2      |
| 14     | Jordanien                   | –    | 1      | 1      | 2      |
| 14     | Mexiko                      | –    | 1      | 1      | 2      |
| 18     | Chinesisch Taipeh           | –    | 1      | –      | 1      |
| 18     | Serbien                     | –    | 1      | –      | 1      |
| 18     | Vereinigte Staaten          | –    | 1      | –      | 1      |
| 21     | Ägypten                     | –    | –      | 2      | 2      |
| 22     | Australien                  | –    | –      | 1      | 1      |
| 22     | Japan                       | –    | –      | 1      | 1      |
| 22     | Kolumbien                   | –    | –      | 1      | 1      |
| 22     | Norwegen                    | –    | –      | 1      | 1      |
| Gesamt | Gesamt                      | 16   | 16     | 32     | 64     |